# Скопинцы
 Скопинцы  — деревня в Кирово-Чепецком районе Кировской области в составе Пасеговского сельского поселения.

## География
Расположена у северной окраины центра поселения села Пасегово.

## История
Известна с 1764 года как деревня Левашевская с 16 жителями. В 1873 году в деревне (Левашевская или Скопинцы) дворов 12 и жителей 69, в 1905 8 и 47, в 1926 (Скопинцы или Левашевская) 9 и 57, в 1950 4 и 19, в 1989 31 постоянный житель. Настоящее название окончательно утвердилось с 1939 года.

## Население
Постоянное население составляло 21 человек (русские 100%) в 2002 году, 16 в 2010.